# Bangalaia margaretae
Bangalaia margaretae är en skalbaggsart som beskrevs av Gilmour 1956. Bangalaia margaretae ingår i släktet Bangalaia och familjen långhorningar.
Artens utbredningsområde är Moçambique. Inga underarter finns listade.